# Le Bataillon des va-nu-pieds
Pour plus de détails, voir Fiche technique et Distribution.
Le Bataillon des va-nu-pieds (Το Ξυπόλητο τάγμα, To xypolito tagma) est un film grec réalisé par Gregg Tallas et sorti en 1954.
Tourné avec des acteurs amateurs, en décors naturels, avec des dialogues tirés de la vie quotidienne, Le Bataillon des va-nu-pieds est considéré comme s'inscrivant dans la vague néoréaliste.
La musique de Míkis Theodorákis est considérée comme une des meilleures musiques de film, accompagnant l'image et lui donnant une signification plus profonde, celle de l'urgence et de la peur. Cette bande-son a été comparée à ce qu'Eisenstein avait pu faire. L'image est due à Michalis Giazidis, chef opérateur depuis les années 1920. Il utilisa encore la caméra qu'il avait commencé à employer en 1924. Il travailla aussi toujours avec les mêmes six projecteurs pour éclairer ses scènes, lui permettant un intense jeu d'ombres et de lumière.
Le Bataillon des va-nu-pieds propose une des rares représentations positives de la présence américaine en Grèce, au point que le réalisateur, qui revenait d'Hollywood, a été accusé d'être pro-américain.

## Synopsis
À Thessalonique, pendant l'occupation allemande, une bande de 160 enfants, chassés de leur orphelinat par l'occupant, dévalisent les profiteurs du marché noir et redistribuent la nourriture à la population qui meurt de faim.

## Fiche technique
- Titre : Le Bataillon des va-nu-pieds
- Titre original : Το Ξυπόλητο τάγμα (To xypolito tagma)
- Réalisation : Gregg Tallas
- Scénario : Nikos Katsiotis
- Direction artistique :
- Décors :
- Costumes :
- Photographie : Michalis Giazidis
- Son : Mike Damalas
- Montage : Gregg Tallas
- Musique : Míkis Theodorákis
- Production :  Peter (Épaminondas) Voudouris
- Pays d'origine :  Grèce
- Langue : grec
- Format :  Noir et blanc
- Genre : Drame, film de guerre
- Durée : 95 minutes
- Dates de sortie : 1954

## Distribution
Maria Kostis, Níkos Férmas, Stratis Krosos, Andreas Voulgaris

## Récompenses et distinctions
- Meilleure musique au Festival international du film d'Édimbourg (1954)